# Јанктон (Јужна Дакота)
Јанктон (енгл. Yankton) град је у америчкој савезној држави Јужна Дакота.

## Демографија
По попису из 2010. године број становника је 14.454, што је 926 (6,8%) становника више него 2000. године.
| Група             | 2000.          | 2010.          |
| Белци             | 12.566 (92,9%) | 13.087 (90,5%) |
| Афроамериканци    | 222 (1,6%)     | 299 (2,1%)     |
| Азијати           | 68 (0,5%)      | 96 (0,7%)      |
| Хиспаноамериканци | 333 (2,5%)     | 494 (3,4%)     |
| Укупно            | 13.528         | 14.454         |